# Amalfi (Antioquia)
Pour les articles homonymes, voir Amalfi et AFI.
Amalfi est une municipalité située dans le département d'Antioquia, en Colombie.
Amalfi possède un aéroport (code AITA : AFI).

## Personnalités liées à la municipalité
- Piedad Bonnett (1951-) : poétesse et dramaturge colombienne née à Amalfi.
- Carlos Castaño (1965-2004) : paramilitaire et trafiquant de drogues né à Amalfi.